# João Tomás da Fonseca

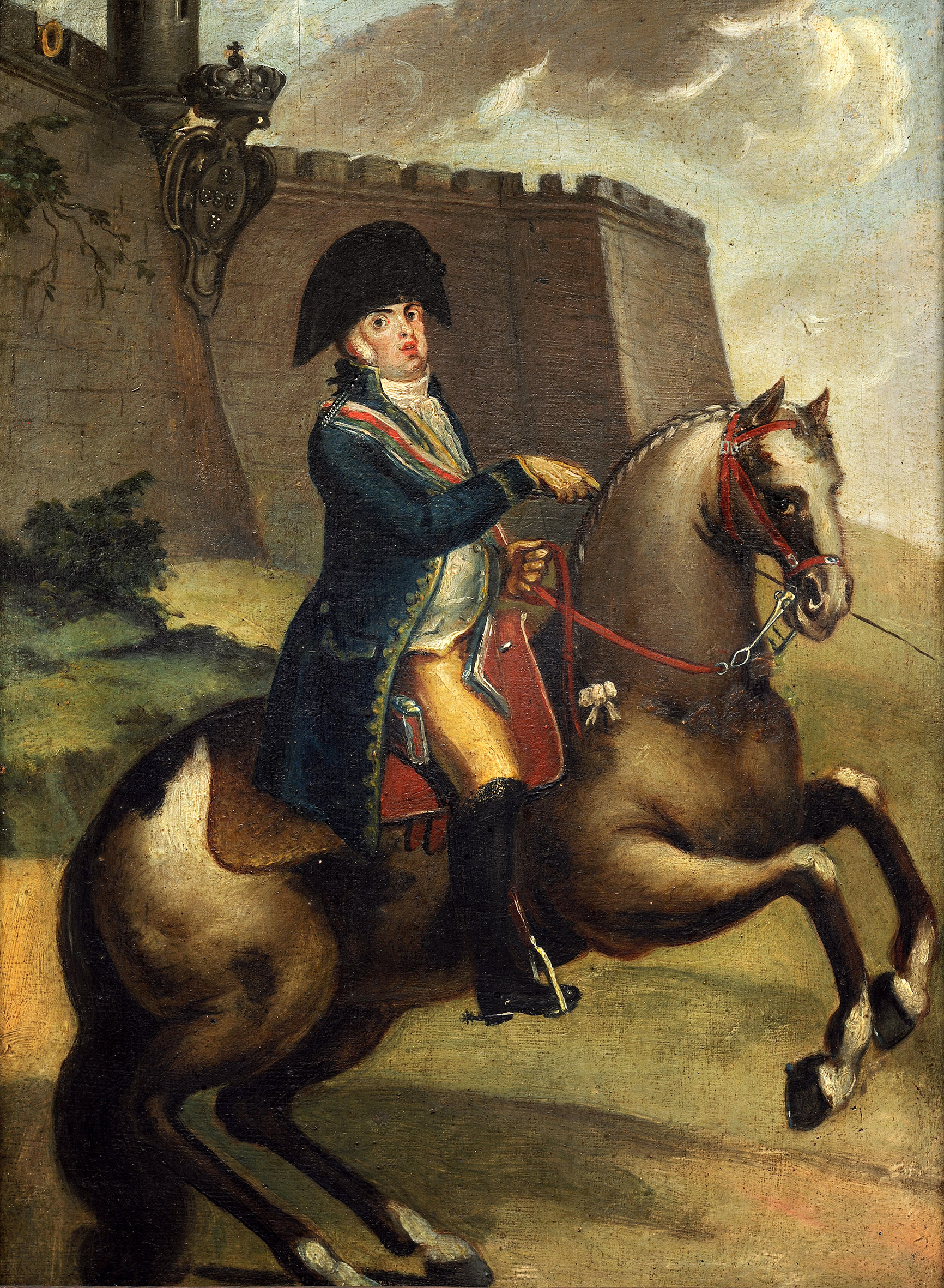
Retrato Equestre do Príncipe Regente D. João, acervo do Museu Imperial, por João Tomás da Fonseca

João Tomás da Fonseca (1754–1835), foi um pintor e escultor do séculos XVIII e XIX, discípulo de João Grossi na Aula de Estucadores. Pai do também pintor António Manuel da Fonseca. 

## Biografia
Natural da freguesia das Mercês, de Lisboa, era filho de Domingos da Fonseca Ramos e de D. Inácia Maria da Purificação.
Frequentou depois a casa do Abade Aparício e a do mestre pintor Joaquim Manuel da Rocha. Distinguiu-se como pintor de cenografias e decorações. Há pinturas suas na Igreja de Carnide, na de Jesus e noutros templos de Lisboa. De arquitectura pintada, fez o "Templo da Imortalidade", que mereceu elogios. Executou também desenhos para estampas. Foi pai e primeiro mestre do notável pintor António Manuel da Fonseca e professor de Pintura de História na Escola dos Caetanos. É-lhe atribuída a autoria da tela "Alegoria à Restauração". Pintou a tela "Retrato equestre do Príncipe Regente D. João" em 1805. Foi também director da Academia de Belas Artes.
Casou a 7 de fevereiro de 1785, na Igreja Paroquial de Santa Isabel, em Lisboa, com D. Maria Inácia Xavier da Frota, natural de São Julião (Setúbal), filha de Vitorino José Antunes e de D. Luísa Teresa Xavier da Frota, com quem teve António Manuel da Fonseca. Em 14 de novembro de 1807, no mesma igreja, casou no estado de viúvo com D. Ana Faustina do Espírito Santo, filha de André Rodrigues de Araújo e Genoveva do Espírito Santo, de quem teve mais filhos, nomeadamento D. Antónia Genoveva de Jesus (falecida em 6 de dezembro de 1891, Santa Isabel, Lisboa).
Encontra-se enterrado no Cemitério dos Prazeres, em Lisboa.